# Artur Yuspashyan
Artur Yuspashyan (tiếng Armenia: Արթուր Յուսպաշյան; sinh 7 tháng 9 năm 1989) là một cầu thủ bóng đá Armenia thi đấu ở vị trí tiền vệ phòng ngự cho Gandzasar Kapan. Anh cũng nhiều lần ra sân cho đội tuyển quốc gia Armenia.

## Cuộc sống cá nhân
Artur Yuspashyan làm cha vào ngày 5 tháng 2 năm 2013 với đứa con đầu lòng tên Adrian.